# Siergiej Trapieznikow
Siergiej Pawłowicz Trapieznikow (ros. Сергей Павлович Трапезников, ur. 19 grudnia 1912 w Astrachaniu, zm. 12 marca 1984 w Moskwie) – radziecki polityk.

## Życiorys
Początkowo był aktywistą Komsomołu w Kraju Środkowo-Wołżańskim, od 1931 należał do WKP(b), od 1935 był II sekretarzem Wadinskiego Komitetu Rejonowego WKP(b) w obwodzie penzeńskim, później I sekretarzem Narowczatskiego Komitetu Rejonowego WKP(b) w obwodzie penzeńskim. Do 1942 pełnił funkcję I sekretarza Serdobskiego Komitetu Rejonowego WKP(b) w obwodzie penzeńskim, a 1942–1944 kierownika Wydziału Rolnego Komitetu Obwodowego WKP(b) w Penzie, 1946 ukończył Wyższą Szkołę Partyjną przy KC WKP(b) i eksternistycznie Moskiewski Instytut Pedagogiczny im. Lenina, 1946–1948 był aspirantem Akademii Nauk Społecznych przy KC WKP(b). W latach 1948–1956 dyrektor Republikańskiej Szkoły Partyjnej przy KC Komunistycznej Partii (bolszewików) Mołdawii/Komunistycznej Partii Mołdawii, 1956–1960 pomocnik sekretarza KC KPZR Leonida Breżniewa. Od 1957 doktor nauk historycznych, od 1960 profesor, od 1960 do maja 1965 prorektor Wyższej Szkoły Partyjnej przy KC KPZR ds. pracy naukowej. Od maja 1965 do sierpnia 1983 kierownik Wydziału Nauki i Instytucji Edukacyjnych KC KPZR, od 8 kwietnia 1966 do końca życia członek KC KPZR, od sierpnia 1983 na emeryturze. Od 1976 członek korespondent Akademii Nauk ZSRR. Deputowany do Rady Najwyższej ZSRR od 7 do 10 kadencji. Odznaczony dwoma Orderami Lenina. Pochowany na Cmentarzu Nowodziewiczym.